# بخش ناگپور (هند)
بخش ناگپور (به انگلیسی: Nagpur district) یک منطقهٔ مسکونی در هند است که در بخش ناگپور واقع شده‌است. بخش ناگپور ۹٬۸۹۲ کیلومتر مربع مساحت و ۴٬۶۵۳٬۵۷۰ نفر جمعیت دارد.